# Partido judicial de Puerto del Rosario
El Partido judicial de Puerto del Rosario es uno de los 19 partidos judiciales en los que se divide la comunidad autónoma de Canarias , siendo el partido judicial n.º 3  de la provincia de Las Palmas y uno de los 7 partidos judiciales de dicha provincia.
El ámbito territorial, que viene regulado por el Real Decreto 529/1983, de 9 de marzo, comprende los municipios de :
Antigua, Betancuria, La Oliva, Pájara, Puerto del Rosario y Tuineje.